# نهر بيج بلاك
نهر بيج بلاك هو نهر في ولاية المسيسيبي الأمريكية وهو أحد روافد نهر المسيسيبي. أصله في مقاطعة وستر بالقرب من بلدة يوبورا في الجزء الشمالي الأوسط من الولاية. من هناك يتدفق 330 ميل (530 كـم) في الاتجاه الجنوبي الغربي بشكل عام حتى يندمج مع نهر المسيسيبي 25 ميل (40 كـم) جنوب مدينة فيكسبيرغ. وهي المساهم الرئيسي في حوض النهر الأسود الكبير. تشكل جزءًا من الحدود الشمالية لمقاطعة تشوكتو، وتمر عبر مقاطعة مونتغومري وتشكل الحدود الشرقية لمقاطعة هولمز والحدود الشمالية لمقاطعة كليبورن.
نهر بيج بلاك ومعظم روافده مليئة بالطمي. تحمل الأنهار كميات كبيرة من الرواسب العالقة الناتجة في الغالب عن الجريان السطحي الزراعي. هذه الروافد هي تيارات موحلة بطيئة التدفق. بعضها يتدفق بسرعة مع قيعان رملية.
كانت معركة جسر بيغ بلاك ريفر التي خاضت معركة فيكسبيرغ جزءًا من حملة فيكسبيرغ في الحرب الأهلية الأمريكية.